# Prilep
För andra betydelser, se Prilep (olika betydelser).
Prilep (makedonska: Прилеп [ˈpriːlɛp] lyssna (fil)) är en stad i kommunen Prilep i centrala Nordmakedonien. Staden hade 63 308 invånare vid folkräkningen år 2021. Invånarantalet gör Prilep till landets fjärde största stad.
Av invånarna i Prilep är 92,20 % makedonier och 6,77 % romer (2021).